# Saint-Varent
Saint-Varent è un comune francese di 2 518 abitanti situato nel dipartimento delle Deux-Sèvres nella regione della Nuova Aquitania.

## Società

### Evoluzione demografica
Abitanti censiti